# Callirhoe scabriuscula
Callirhoe scabriuscula es una especie de planta perenne, perteneciente a la familia de las malváceas. Es originaria de los Estados Unidos.

## Descripción
C. scabriuscula es una planta herbácea perennifolia, de tallo erecto que puede exceder 1 m de altura. Produce vistosas flores en forma de copa, de tonalidades que van del magenta al rojo vino con una mancha más oscura en la base de cada pétalo. Cada flor dura entre 6 a 8 días, abriéndose al amanecer hasta el anochecer. La floración se da un periodo muy corto, en mayo o junio.

## Distribución
C. scrabiuscula es una perenne poco común endémica de Texas, con alrededor de diez poblaciones que vegetan en las profundas tierras arenosas a lo largo del río Colorado. La mayor parte de su hábitat ha desaparecido, por lo que está listada desde 1981 como especie en peligro de extinción.

## Taxonomía
C. scrabiuscula fue descrita por el botánico y micólogo estadounidense: Benjamin Lincoln Robinson y publicado en Synoptical Flora of North America 1(1[2]): 30, en el año 1897.